# Doyen de Ramegnies
Doyenné Ramegnies est une variété de poire

## Origine
La variété est obtenue vers 1835, par Norbert Bouzin, doyen de Ramegnies-Chin, Belgique, Hainaut.

## Arbre
Très vigoureux : très fertile, dressé, pyramidal.
- Scions robustes : dressés, à écorce roussâtre[1].

### Bourgeons
Bourgeons :Très gros, ovales, aigu, entièrement écartés du scion.
Bouton à fruit: Gros, ovale, conique, aigu.

### Feuilles
Très épaisses, dressées, ovales, oblongues, acuminées, dentelées en scie, à pétiole assez long, dressés.

## Fruit

### Forme et calibre
- Piridion: Gros, turbiné, épaté à sa base, un peu atténué au sommet.
- Pédoncule : Robuste, terminal, souvent un peu renflé à sa base.
- Calice : affleurant. largement ouvert, à sépales étalés.
- Peau : verte lisse, jaunissante à la maturité[1].

### Chair
Fine, beurrée, fondante, vineuse.

### Date de maturité
Octobre à novembre.

## Observations
Culture en plein vent et en pyramide.